# Фёдор (князь тарусский)
Фёдор (ум. 8 сентября 1380) — князь Тарусский, согласно родословным — один из внуков (в этом случае Иванович) тарусского князя Юрия (полулегендарного сына Михаила Черниговского). По версии Зотова Р. В. правнук Юрия, сын Ивана Константиновича и брат Константина Оболенского (уб.1368). По версии, изложенной в БРЭ, также правнук Юрия и брат Константина Оболенского, но сын Юрия Ивановича.

## Происхождение
В Летописной повести о Куликовской битве, которая приведена в Новгородской Карамзинской, Софийской I и Новгородской IV летописях, в числе погибших в битве 8 сентября 1380 года упоминаются двое тарусских князей — Фёдор Тарусский и его брат Мстислав Тарусский. Также имена Фёдора и Мстислава содержатся в ряде списков Печатного варианта Основной редакции «Сказания о Мамаевом побоище», созданной в 1385 году. Р. В. Зотов считал их обоих братьями убитого в 1368 году оболенского князя Константина Ивановича. В БРЭ также приводится мнение, что они были родными братьями, но Юрьевичами, внуками Ивана Толстой Головы. По версии Безносюка С. Н., выводящего тарусских и оболенских князей от трубчевских, Фёдор и Мстислав тарусские, погибшие в Куликовской битве (1380), были сыновьями Семёна Юрьевича и племянниками Константина.
В родословной, которую князья Волконские после отмены местничества подали в 1688 году, Фёдор и Мстислав были названы сыновьями тарусского князя Ивана Юрьевича Толстая Голова. После того как несколько князей, однородцев Оболенских, отказались признавать происхождение Волконских, указав что в официальной родословной у Юрия Тарусского отсутствует сын Иван, была составлена челобитная, в которой подробно описывалось происхождение Ивана, а также его двоих сыновей, которые погибли в 1380 году в Куликовской битве. Однако окончательно происхождение Волконских от тарусских князей было признано только в 1794 году. Эту версию приняла историк рода Волконских, княжна Е. Г. Волконская, а за ней — исследователь родословия черниговских князей Г. А. Власьев.
В Елецком и Северском синодиках Фёдор, погибший на Куликовом поле, значится сыном Андрея Звенигородского (уб. 1339). В комментариях к летописной повести о Куликовской битве поясняется, что к списку погибших искусственно добавлены Дмитрий Мининич, Дмитрий Монастырев и Федор Тарусский, погибшие не на Куликовом поле, а в битвах с Ольгердом в 1368 г., в битве 1378 г. на Воже и в битве под Белевым в 1437 г.
Вероятно, Фёдор вместе с братом Мстиславом были подчинены московским князьям. После гибели Фёдора ему наследовали трое сыновей. Из них Фёдор назван князем тарусским, а Константин и Иван — князьями Конинскими. О них сказано, что они в начале XV века от «татарского разорения» перебрались на реку Волкону, получив прозвание Волконских.

## Семья
Имя жены Фёдора неизвестно. Согласно родословным, у него было трое сыновей:
- Константин Фёдорович, князь конинский и волконский, родоначальник старшей ветви князей Волконских
- Иван Фёдорович, князь конинский и волконский, родоначальник средней ветви князей Волконских
- Фёдор Фёдорович (ум. 1437), князь тарусский, родоначальник младшей ветви князей Волконских[12]